# واترپلو در المپیک تابستانی ۱۹۲۴

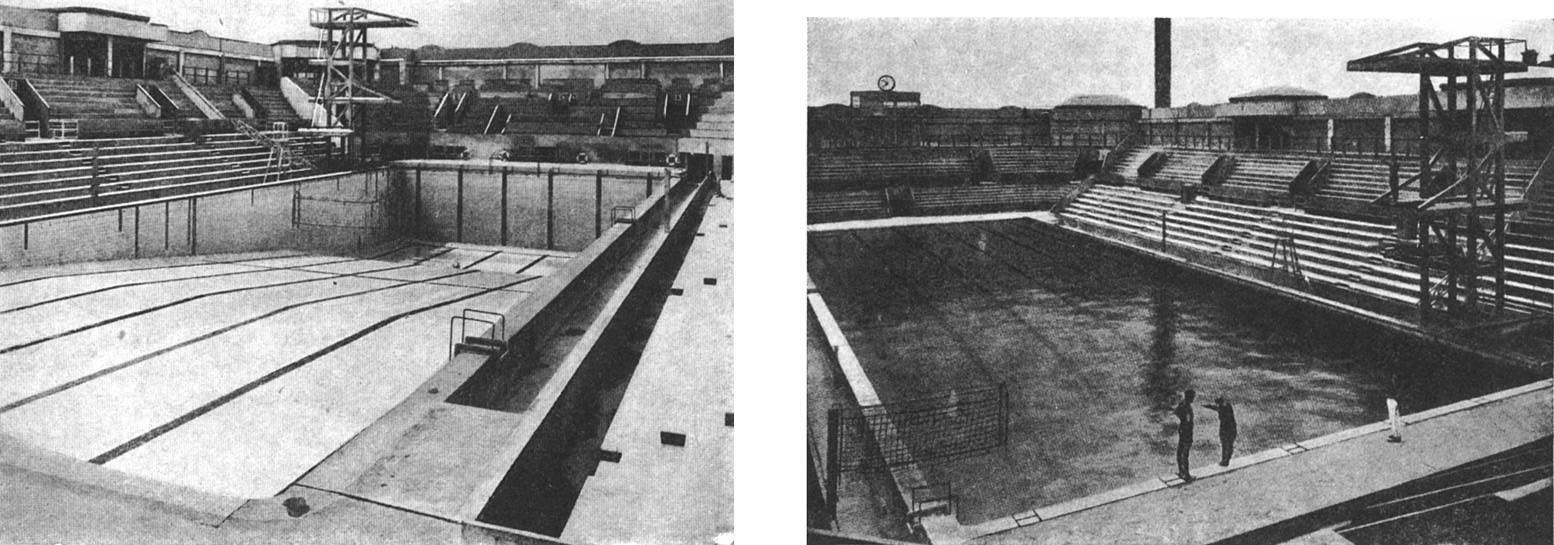
استخر شنای المپیک برای بازی‌های 1924در پاریس

واترپلو در بازی‌های المپیک تابستانی ۱۹۲۴ نام رویداد ورزش واترپلو در بازی‌های المپیک تابستانی بود که در سال ۱۹۲۴ برگزار شد.